# ريتشارد كروفورد وايت
ريتشارد كروفورد وايت (بالإنجليزية: Richard Crawford White)‏ هو محامي وسياسي أمريكي، ولد في 29 أبريل 1923 في إل باسو في الولايات المتحدة، وتوفي بنفس المكان في 18 فبراير 1998 بسبب نوبة قلبية. حزبياً، نشط في الحزب الديمقراطي. وقد انتخب عضو مجلس نواب تكساس وانتخب عضو مجلس النواب الأمريكي.